# سومطرة
سومطرة سادس جزر العالم مساحة (470 ألف كم2)، وثالث جزر إندونيسيا حجما بعد بورنيو وبابوا.

## الموقع
تقع جزيرة سومطرة في أقصى غربي الجزر الإندونيسية الرئيسية، وذلك إلى الشمال الغربي من جزيرة جاوة وإلى الجنوب الغربي من شبه جزيرة الملايو، ويبلغ طولها نحو 1,700كم، وأقصى عرض 400 كم، ويمر خط الاستواء بالقرب من وسطها. وتمتد سلسلة هائلة من الجبال البركانية التي تسمى جبال بوكيت باريسان مع امتداد الساحل الغربي من سومطرة، وفي هذه السلسلة الجبلية 93 قمة. وتنحدر هذه الجبال تدريجيًّا من جهة الشرق نحو سهل فسيح. أما من جهة الغرب فتنحدر بشدة نحو المحيط الهندي. وتتكون الجبال أساسا من سلسلتين متوازيتين تفصل بينهما الوديان.

## السكان
تعيش قلة من سكان سومطرة في المدن الكبرى. وينحدر معظم سكان السهول الشرقية من سواحل الملايو. ويعرف سكان ولاية آشي التي تقع في أقصى الشمال بالآشيين. كما يتألف سكان سومطرة من جماعات أخرى وهي المينانجكابو والباتقيين، ويتكلم معظم سكان سومطرة لهجة الملايو. وتمثل جماعة المينانجكابو الغالبية العظمى من سكان ولاية سومطرة الغربية. ويعتنق 98% من المينانجكابو الدين الإسلامي. وتضم لغتهم ما يقارب 200 لهجة، وهي تقترب إلى حد كبير من لغة الملايو. وتتخذ أسطح منازل المينانجكابو التقليدية شكل السرج، بينما يتجه الجمالون (نوع من الأسقف المائلة) إلى أعلى ويشبه إلى حد كبير قرون الجاموس. وتعد جماعة المينانجكابو الجماعة العرقية الوحيدة في إندونيسيا التي تتبع نظام الأمومة في النسب. في هذا النظام، تنحدر السلالة والإرث من الأم.

## الاقتصاد
تسهم منتجات سومطرة بدرجة كبيرة في دعم ميزان المدفوعات في إندونيسيا. ومن أهم صادرات سومطرة: البوكسيت، ومنتجات الغابات، والغاز الطبيعي، والنفط، والقصدير. ولا يزال أغلب سكان سومطرة يعيشون في المناطق الريفية. وتنقسم الأراضي الزراعية إلى ملكيات زراعية صغيرة وإقطاعيات كبيرة. ويشتغل صغار الملاك أساسا بزراعة الأرز سواء في الحقول المروية أو الحقول الجافة. ومن المحاصيل الأخرى التي يزرعها صغار المزارعين: جوز الهند، والبن، والذرة الشامية، وزيت النخيل، والفول السوداني، والفلفل، والمطاط، والتوابل، والتبغ.
أما الإقطاعيات الكبيرة، فلها أهمية قصوى في اقتصاد سومطرة، وتتحكم الحكومة الإندونيسية في العديد من هذه الإقطاعيات. ومن أهم منتجاتها: الثوم وجوز الهند والمطاط الطبيعي وزيت النخيل والشاي والتبغ. وتعد هذه الإقطاعيات من بين أهم مصادر المطاط في إندونيسيا. وتقوم خمس إقطاعيات أخرى بالقرب من مِيدان في سومطرة الشمالية بزراعة التبغ. وتشتهر المنطقة بأوراق الديلي التي يستخدمها صانعو السيجار في أنحاء عديدة من العالم لتغليف السيجار الفاخر
ورئيس جزيرة سومطرة هو الرئيس ( عباد سامى ) .

## الكائنات الحية
تحتوي سومطرة على عدد كبير ومتنوع من الكائنات الحية والأنواع الواطنة من بينها 17 نوع نباتات واطن، ويوجد فيها 201 نوع من الثدييات و 580 نوع من الطيور.

## تقسيمات إدارية
تنقسم سومطرة إلى عدة أقسام إدارية، وهي:
- آتشيه
- بانغكا بيليتوتغ
- بنغكولو
- جمبي
- لامبونغ
- رياو
- جزر رياو
- غرب سومطرة (سومطرة بارات)
- سومطرة الجنوبية (سومطرة سيلتان)
- سومطرة الشمالية (سومطرة أوتارا)